# Rotterdam Trojans 1999
Questa voce raccoglie le informazioni riguardanti i Rotterdam Trojans nelle competizioni ufficiali della stagione 1999.

## BeNeLux Big Five Division 1999

### Stagione regolare
| Rotterdam 28 febbraio 1999, ore 14:00 1ª giornata | Rotterdam Trojans | 30 – 0 | Brussels Angels |  |

| Rotterdam 7 marzo 1999, ore 14:00 2ª giornata | Rotterdam Trojans | - – - (annullata) | Tournai Cardinals |  |

| Lussemburgo 14 marzo 1999, ore 14:00 3ª giornata | Team Luxembourg | 6 – 14 | Rotterdam Trojans |  |

| 21 marzo 1999, ore 14:00 4ª giornata | Team NAFF | - – - (annullata) | Rotterdam Trojans |  |

| Tournai 18 aprile 1999, ore 14:00 7ª giornata | Tournai Cardinals | 22 – 14 | Rotterdam Trojans |  |

| Tournai 25 aprile 1999, ore 14:00 8ª giornata | Tournai Cardinals | 18 – 6 | Rotterdam Trojans |  |

| Rotterdam 2 maggio 1999, ore 15:00 9ª giornata | Rotterdam Trojans | - – - (annullata) | Team NAFF |  |

| Rotterdam 9 maggio 1999, ore 15:00 10ª giornata | Rotterdam Trojans | 50 – 0 (a tavolino) | Team Luxembourg |  |

| Bruxelles 16 maggio 1999, ore 14:00 11ª giornata | Brussels Angels | 18 – 14 | Rotterdam Trojans |  |

| 23 maggio 1999 12ª giornata | Rotterdam Trojans | 32 – 14 | Brussels Angels |  |

### Playoff
| 23 maggio 1999 Semifinale | Rotterdam Trojans | 32 – 14 | Brussels Angels |  |

| Bruxelles 5 giugno 1999, ore 18:00 Benelux Bowl | Tournai Cardinals | p – v | Rotterdam Trojans | Piccolo Heysel |

## Statistiche di squadra
| Competizione            | %Vittorie | In casa | In casa | In casa | In casa | In casa | In casa | In trasferta | In trasferta | In trasferta | In trasferta | In trasferta | In trasferta | Totale | Totale | Totale | Totale | Totale | Totale |
| Competizione            | %Vittorie | G       | V       | N       | P       | Pf      | Ps      | G            | V            | N            | P            | Pf           | Ps           | G      | V      | N      | P      | Pf     | Ps     |
| ----------------------- | --------- | ------- | ------- | ------- | ------- | ------- | ------- | ------------ | ------------ | ------------ | ------------ | ------------ | ------------ | ------ | ------ | ------ | ------ | ------ | ------ |
| BFD - Stagione regolare | .571      | 3       | 3       | 0       | 0       | 112     | 14      | 4            | 1            | 0            | 3            | 48           | 64           | 7      | 4      | 0      | 3      | 160    | 78     |
| BFD - Playoff           | 1.000     | 1       | 1       | 0       | 0       | 32      | 14      | 1            | 1            | 0            | 0            | ?            | ?            | 2      | 2      | 0      | 0      | 32+?   | 14+?   |
| Totale                  | .667      | 4       | 4       | 0       | 0       | 144     | 28      | 5            | 2            | 0            | 3            | 48+?         | 64+?         | 9      | 6      | 0      | 3      | 192+?  | 92+?   |